# Талі (морська справа)

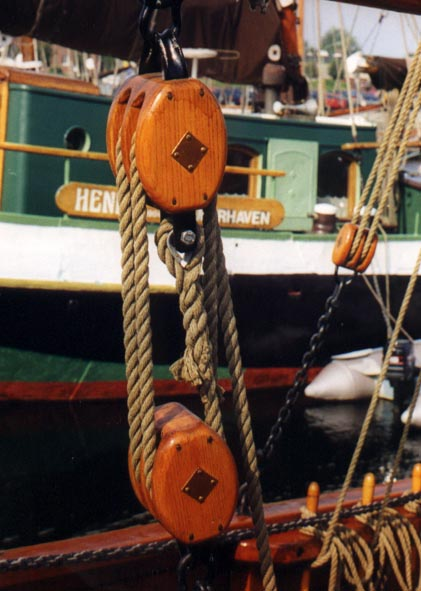
Талі

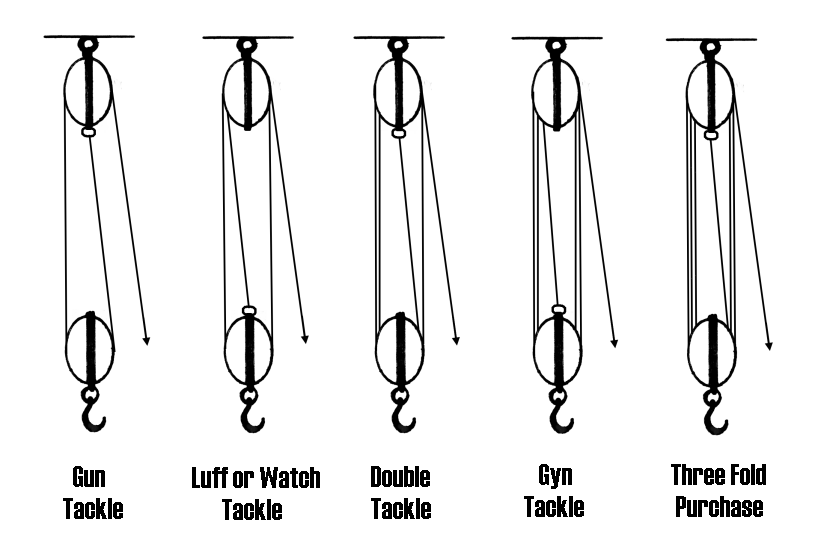
Зліва направо: гінці, хват-талі, чотиришківні талі, гіні, шестишківні гіні.

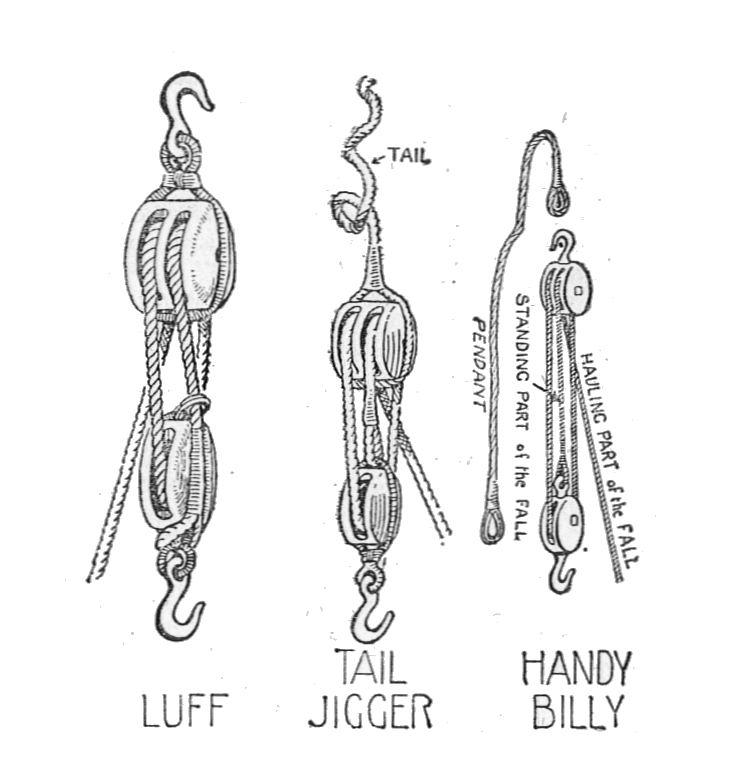
Хват-талі

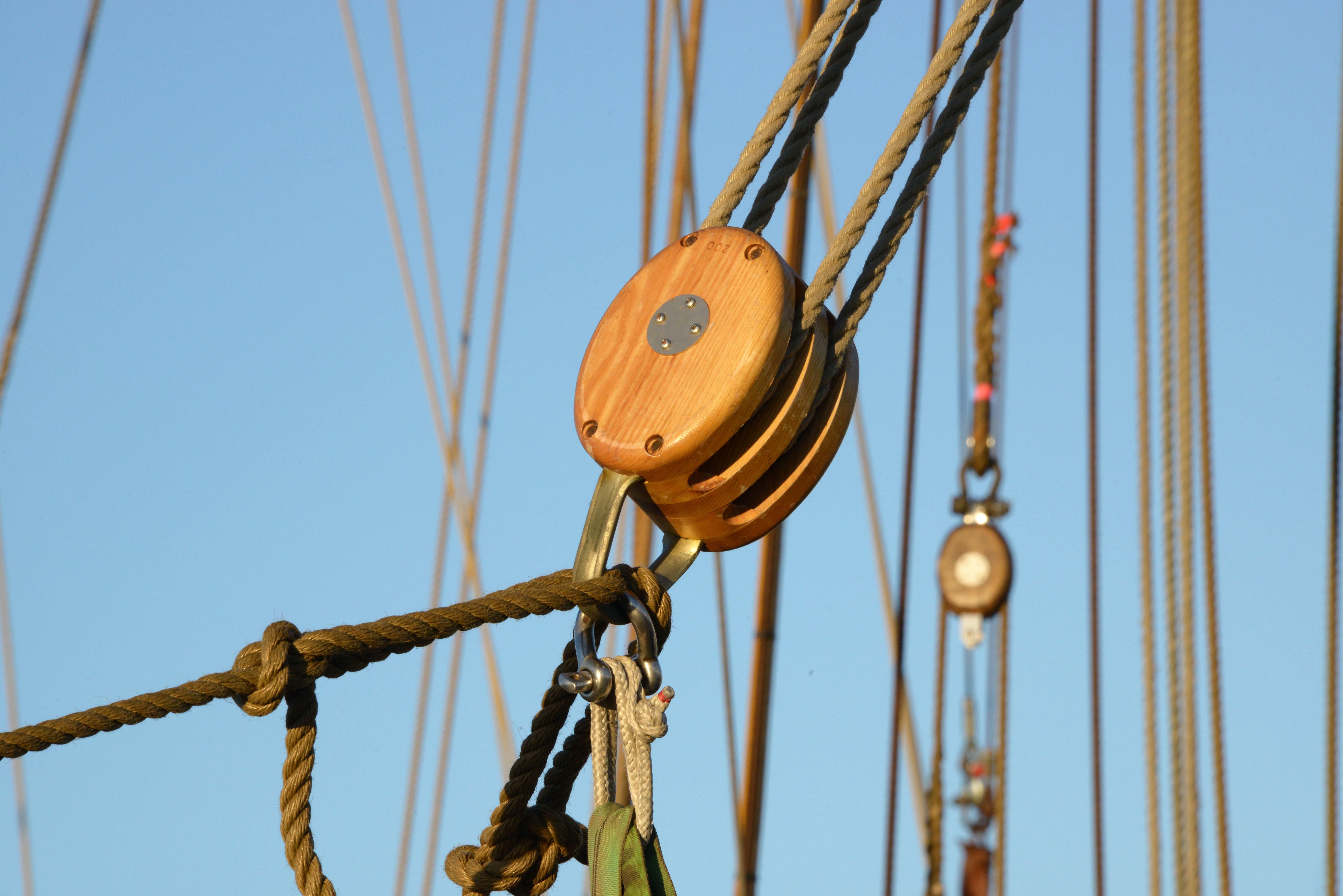
Сей-талі на вітрильнику De Gallant

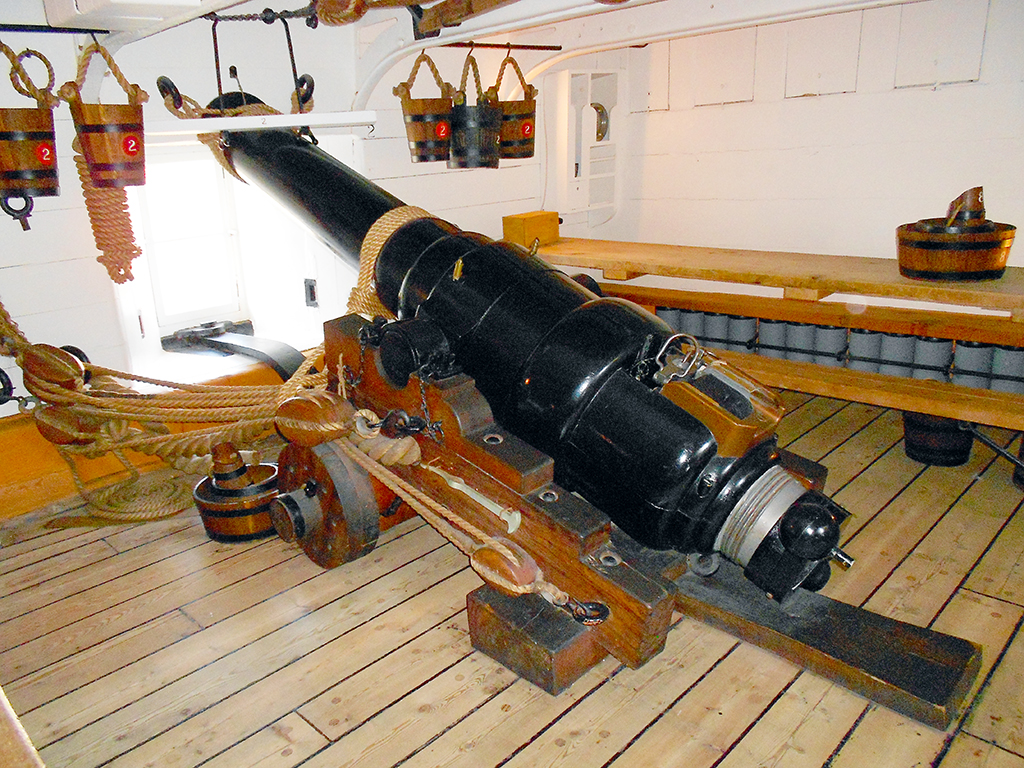
Талі лафета гармати: за передні рими закріплені гарматні талі, за задні — відкотні талі, угорі видно троси порт-талів. Також показано кріплення дула до римів на верхній лутці порту.

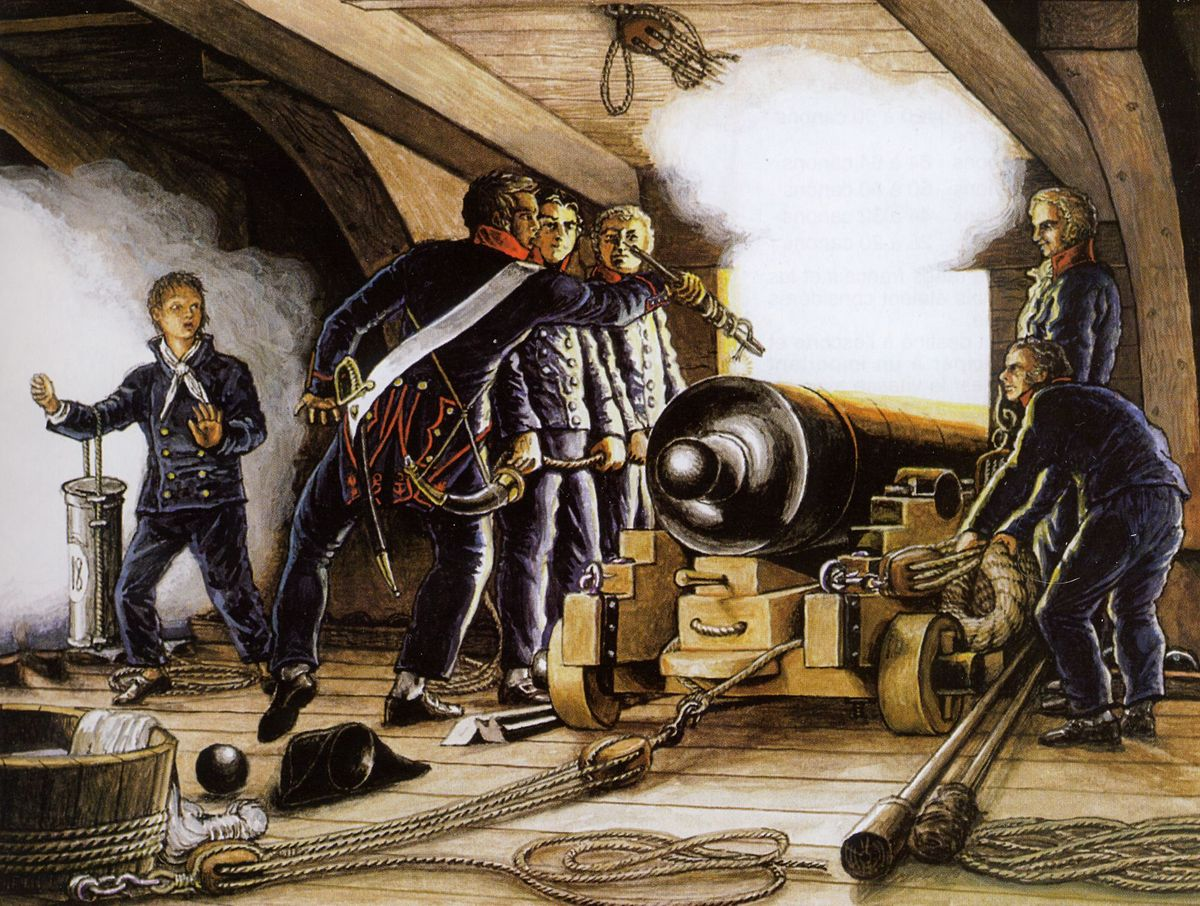
Відкотні талі (на передньому плані), гарматні талі, порт-талі.

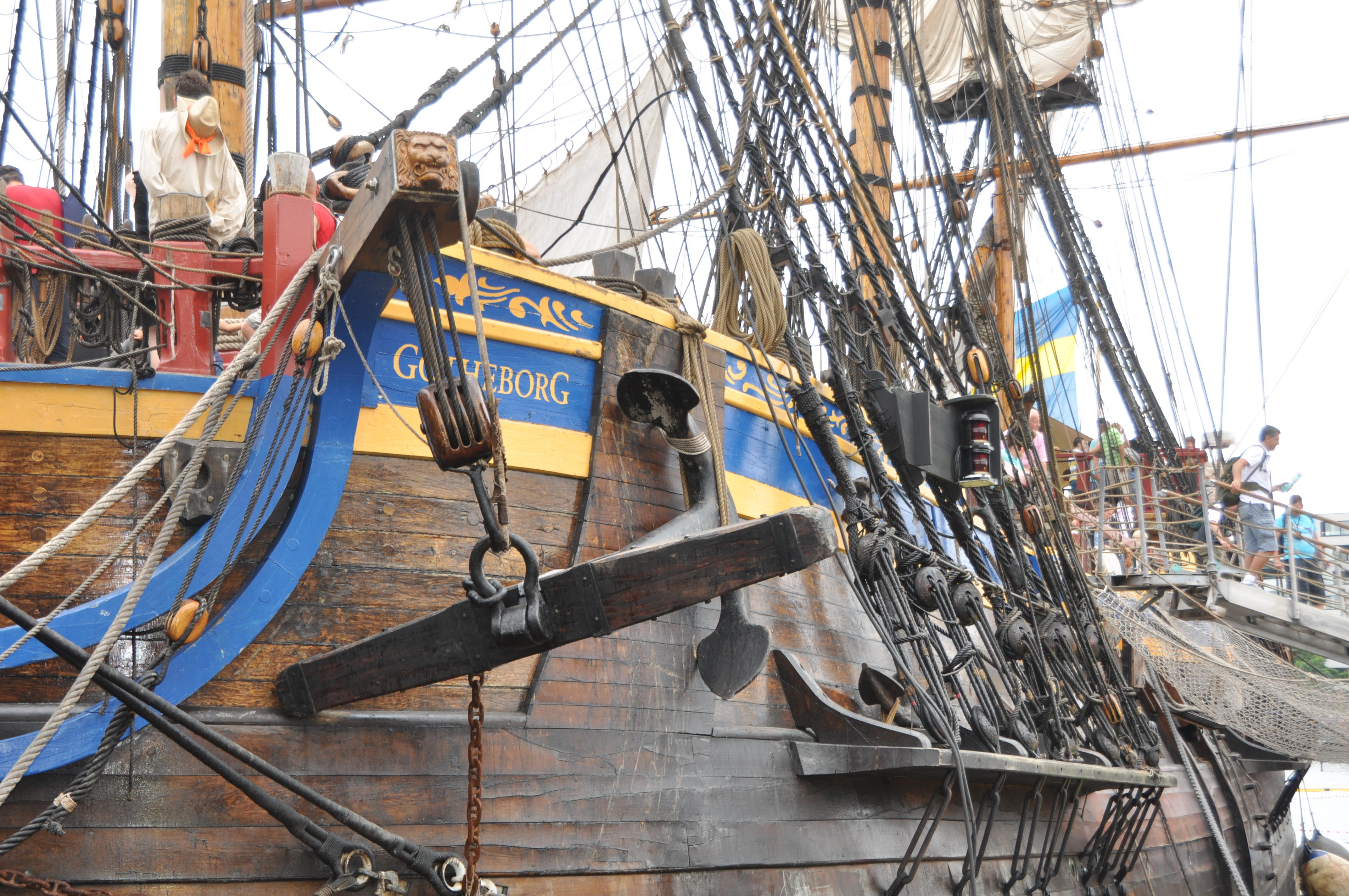
Якір на кат-талях

Та́лі — судновий вантажопідіймальний механізм, що складається з двох блоків (рухомого і нерухомого), з'єднаних між собою тросом. Застосовуються для підйому важких предметів (вітрил, рей, гафелів, шлюпок, вантажів тощо).

## Виграш у силі
При підйомі важких предметів талями теоретичний виграш в силі залежить від числа шківів в обох блоках або від числа лопарів, на яких висить вантаж (не рахуючи ходового).
Силу Р, яку необхідно докласти до ходового лопаря, щоб підняти будь-якої вантаж, можна визначити за формулою:
{\displaystyle {\text{P}}={\frac {\text{w + 0,1 wn}}{\text{n}}}}
де w — вага вантажу, n — число шківів в обох блоках.
Насправді виграш в докладеному зусиллі буде менше: частина зусилля витрачається на подолання тертя між лопарем і шківами, в осях шківів і на опір вигинові лопаря, що проходить через блоки.

## Класифікація
За урухомленням
Залежно від способу приведення в дію розрізняють талі прості (ручні) і механічні — з ручним або механічним приводом.
Прості талі складаються з двох блоків, споряджених стропами (обстроплених) або металевими оковками, з гаками або вертлюгами. Блоки з'єднуються тросом-лопарем (від нід. looper, букв. — «бігун»), корінний кінець якого пропущений через шківи і прикріплений до стропа (оковки) одного з блоків.
Механічні талі (таль) можуть бути з черв'ячною передачею, з шестеренчатою передачею, із зубчастим редуктором, планетарні (з планетарною передачею), диференціальні талі. Приводяться вони в дію вручну, але механічні талі для великих вантажів споряджаються електроприводом (історично застосовувався і паровий привод).
За числом шківів
Прості талі залежно найбільшої кількості шківів (у будь-якому з блоків) поділяються на талі одношківні, двошківні і тришківні (також може вказуватися загальна кількість шківів: двошківні, тришківні, чотиришківні, п'ятишківні, шестишківні, восьмишківні, десятишківні і дванадцятишківні). Кожен шків в рухомому блоці дає виграш в силі вдвічі.
За розміром
Залежно від розміру розрізняють власне талі, гіні і гінці.
За призначенням
Залежно від призначення виділяють такі види талів:
- Анкершток-талі — талі для підтяганні штока якоря до корпусу судна при його кріпленні по-похідному.
- Бейфут-талі — талі, що стягали кінці тросових бейфутів[3].
- Бігун-талі — талі для піднімання марселів до марса-рей. Є найдовшими талями на судні.
- Ватер-талі — талі, що використовувалися для підйому з трюму бочок з водою (також вони застосовувалися для встановлення забортних трапів). Верхній блок ватер-талів зазвичай кріпився до нока грота-реї.
- Відкотні талі — талі для втягання всередину корабля морських гармат і висування їх з гарматних портів; їх рухомі блоки кріпляться до лафетів.
- Гарматні талі — талі для відкоту і накату морських гармат, рухомі блоки яких кріпляться до лафетів.
- Гіні, однина гінь (від нід. gijn, нім. Gien) — великі талі-поліспаст з одним двошківним блоком та одним тришківним (чи рідше з двома тришківними); використовується для підняття і спуску особливо важких предметів, наприклад, великих шлюпок, моторних катерів.
- Гі́нці, однина гі́нець — невеликі талі з однакових блоків, рухомий блок яких ув'язаний у якусь снасть.
- Гордень — талі з одного нерухомого блока. Виграшу в силі не дає, використовується для підняття невеликих тягарів.
- Завал-талі — снасть для утримання гіка, що запобігає його самочинному перекиданню на інший борт на повному курсі.
- Кат-талі — талі для підйому якоря до кат-балки.
- Мантиль-талі, мантель-талі — талі з двох одношківних блоків, ходовий кінець лопаря яких споряджений коушем і закладений за гак блока інших талів.
- Ной-талі — талі для кріплення морської гармати до борту в шторм.
- Нок-талі — сей-талі з коушем на стропі одношківного блока[4].
- Пентер, фіш-талі, лап-талі — талі, що колись використовувалися для підняття тренда якоря на фіш-балці (пентер-балці); прикріплений до їх рухомого блока фіш-шкентель другим кінцем кріпився до пентер-гака, який чіплявся за 1-2 фіш-штерти — стропи на лапах якоря.
- Порт-талі — талі для відкриття і закриття кришок гарматних портів.
- Риф-талі — талі для підтягання до рей бічних шкаторин при рифуванні.
- Руль-талі — талі для повертання пера стерна при поламці стернового механізму, шкентель блока яких кріпиться до верхньої частини пера.
- Румпель-талі — талі, що служать для повертання румпеля, використовуються як доповнення до колдерштока або штурвала.
- Сей-талі — талі з одного двошківного й одного одношківного блока, стропи яких споряджені гаками. Строп двошківного короткий, строп одношківного має тонку шийку з гаком. Застосовуються для підйому важких предметів, шлюпок, для тяги стоячого такелажу і взагалі для важких суднових робіт[5].
- Хват-талі — талі з одним одношківним і одним двошківним блоком, призначаються для підняття дрібних важких предметів, обтягання снастей, прибирання трапів тощо. Товщина лопаря — 57—76 мм[6].
- Шлюпочні талі, шлюпкові талі, заст. шлюп-такель — талі, призначені для спуску й підйому шлюпок.

## Галерея

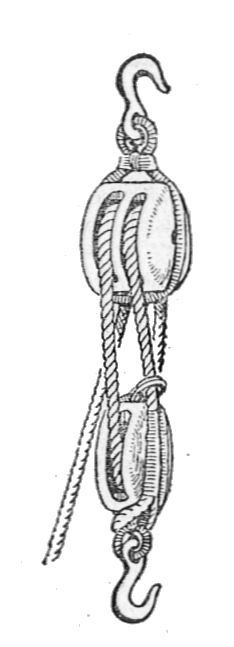
Хват-талі.
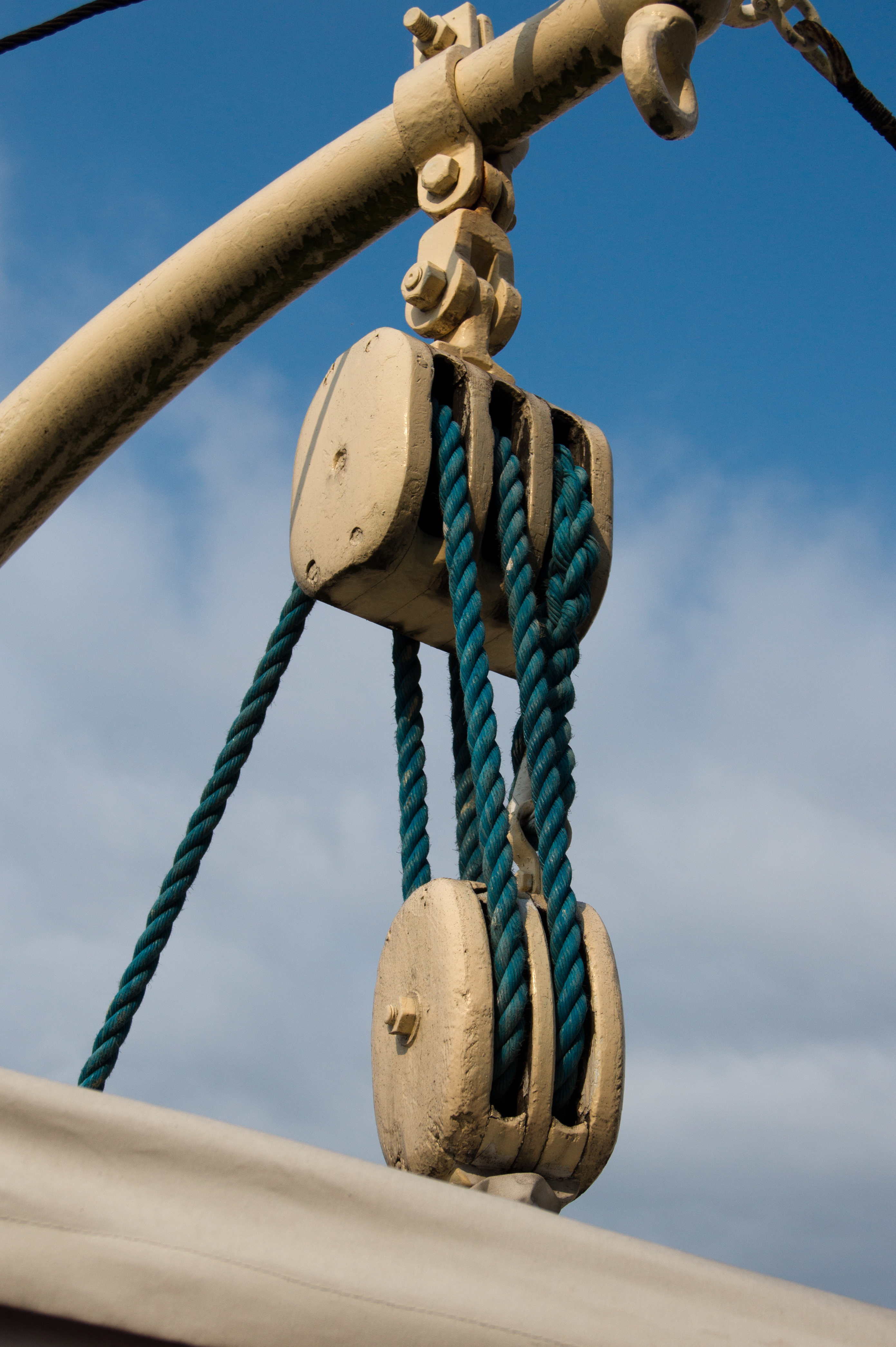
Гіні
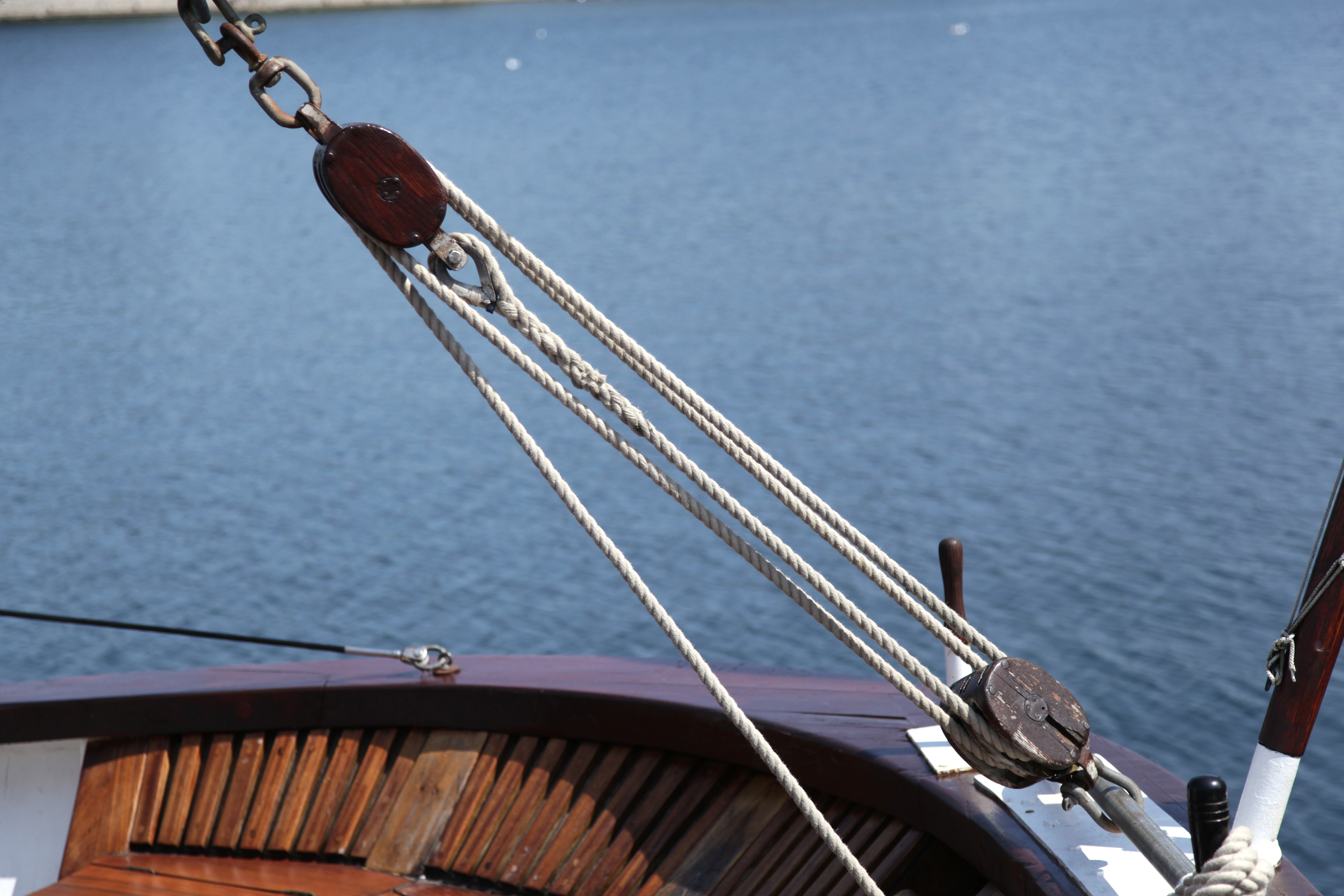
Чотиришківні талі
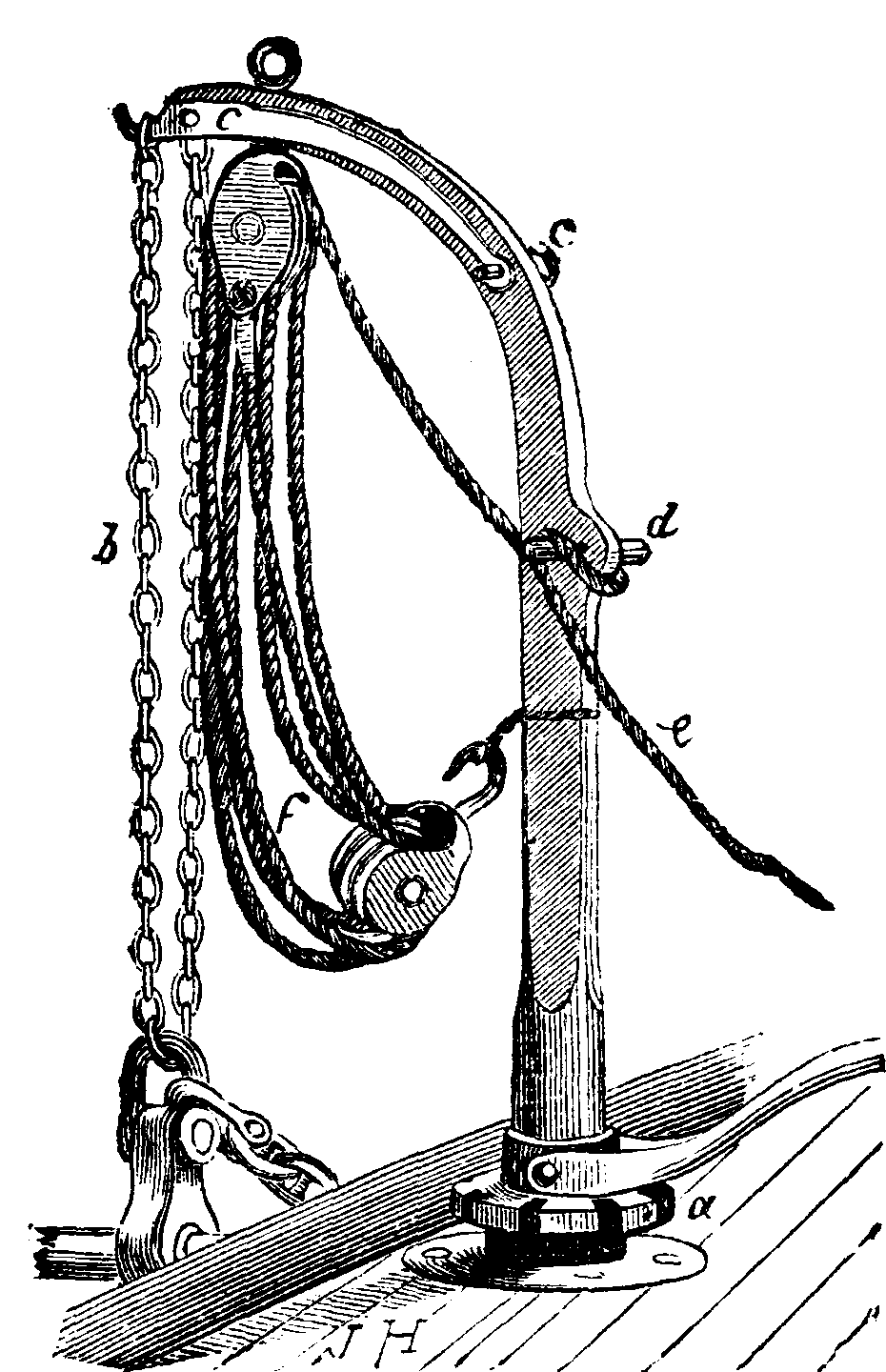
Кат-талі
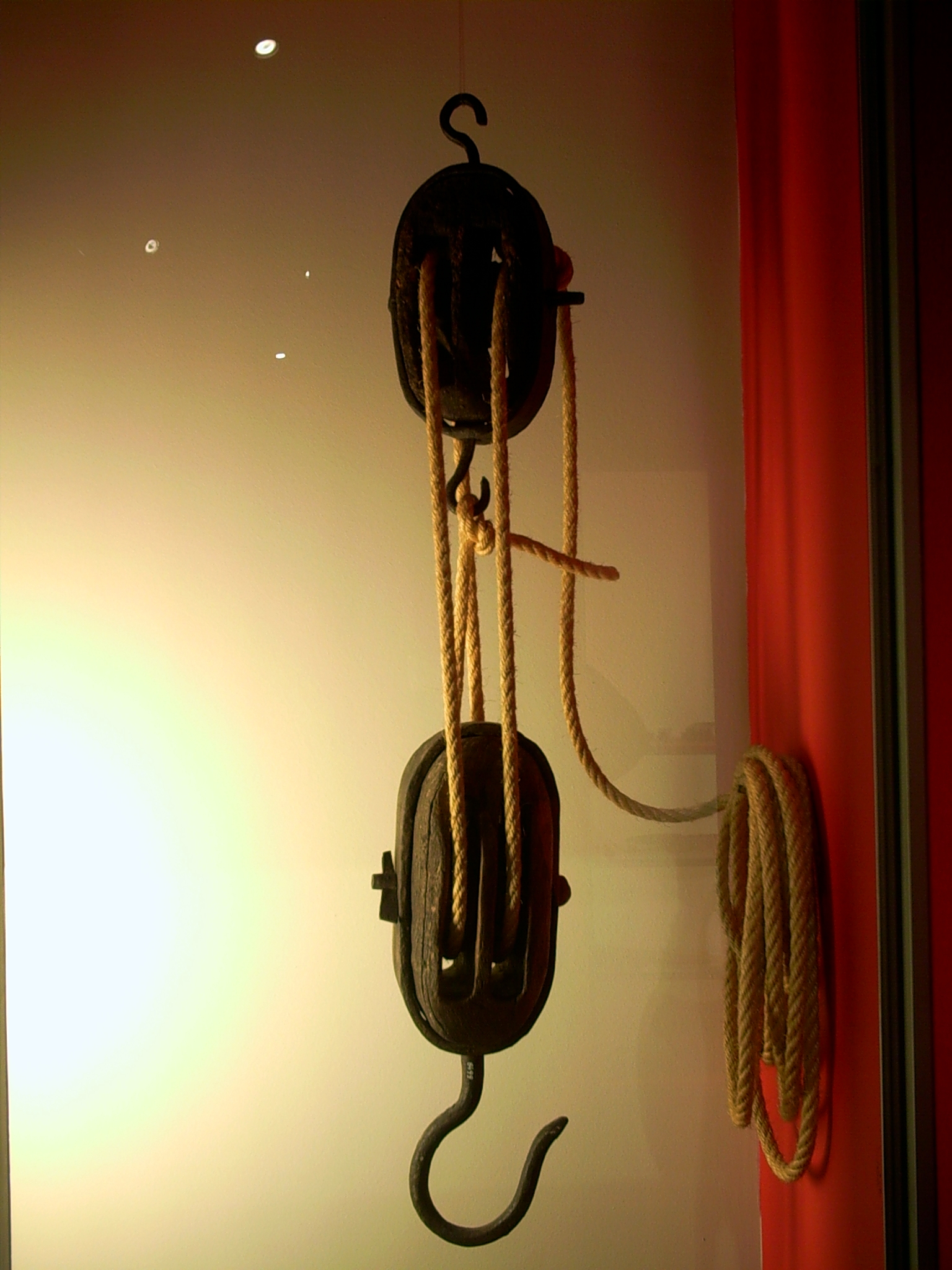
Чотиришківні талі